# Skuggan av ett brott (film, 1959)
Skuggan av ett brott (Der Rest ist Schweigen) är en västtysk dramafilm från 1959 med manus och regi av Helmut Käutner. Manuset bygger till stor del på William Shakespeares Hamlet, men handlingen är förflyttad till industrimiljö i efterkrigstidens Tyskland.

## Rollista
- Hardy Krüger - John H. Claudius
- Peter van Eyck - Paul Claudius
- Ingrid Andree - Fee von Pohl
- Adelheid Seeck - Gertrud Claudius
- Rudolf Forster - Max von Pohl
- Boy Gobert - Mike R. Krantz
- Rainer Penkert - Horace
- Heinz Drache - Herbert von Pohl
- Charles Regnier - Fortner
- Robert Meyn - Voltmann
- Josef Sieber - Werkspförtner
- Siegfried Schürenberg - Johannes Claudius